# Gustav Adolph Oldekop
Gustav Adolph Oldekop (* 21. Novemberjul. / 2. Dezember 1755greg. in Haapsalu; † 26. Apriljul. / 8. Mai 1838greg. in Tartu) war ein estnischer Dichter und Literat. Er gilt als einer der Begründer des estnischsprachigen Journalismus.

## Leben

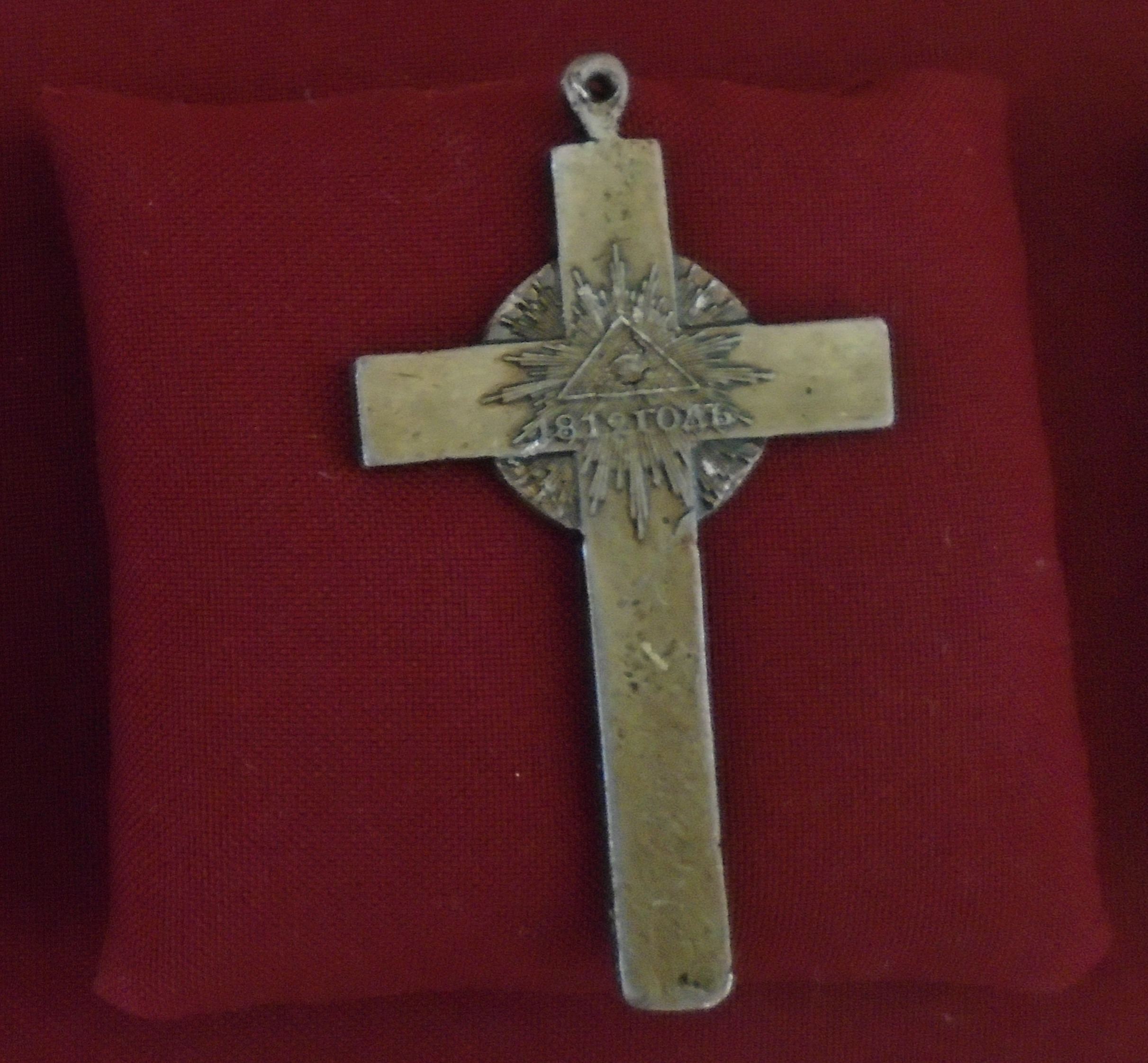
Erinnerungskreuz von 1812 für Geistliche

Gustav Adolph Oldekop wurde in die deutschbaltische Familie eines Schulrektors geboren. Seine Vorfahren stammten ursprünglich aus Hildesheim. Er besuchte zunächst die Ritter- und Domschule in Tallinn. Danach studierte er von 1774 bis 1780 Theologie an der Universität Halle. Von 1781 bis 1820 war Oldekop als Pastor in Põlva tätig und wurde später Propst von Võrumaa. Im Jahr 1818 erhielt er das Erinnerungskreuz von 1812.
1782 ehelichte er die Schwester seines Freundes, des Literaten Johann Philipp Roth, Dorothea Elisabeth Maria Roth (1762–1804). Ab 1809 war Oldekop mit seiner Haushälterin Dorothea Jürgens zusammen, die sich nach dem Tod seiner ersten Frau um die Kinder kümmerte. 1820 musste der Witwer das geistliche Amt aufgeben, um Dorothea heiraten zu können. Er siedelte nach Tartu (Dorpat) über, wo er bis zu seinem Tode lebte.

## Estophiler
Die Hebung des Bildungsstandes der bäuerlichen livländischen Bevölkerung und die Förderung der estnischen Sprache waren Oldekops Hauptanliegen. 1796/97 stellte Oldekop die ersten estnischsprachigen Kalender zusammen. Das Bauerngesetz von 1819, mit dem der russische Zar in Livland die Bauernbefreiung erklärte, übersetzte er in die südestnische Sprache. Es erschien 1820/21 unter dem Titel Liiwlandi marahwa seädus. 1822 veröffentlichte Oldekop sein einflussreiches Werk Mötlemisse Jummala teggude päle über Schöpfung und Natur.

## Zeitung
Besonderes Verdienst erwarb sich Oldekop als einer von drei Herausgebern der ersten regelmäßig erscheinenden estnischsprachigen Zeitung, der Tarto maa rahwa Näddali-Leht (März bis Dezember 1806, 41 Ausgaben). Er legte damit den Grundstein für einen eigenständigen estnischsprachigen Journalismus.
Später war er fünf Ausgaben lang Chefredakteur der Tartuer Zeitung Kulutamisse Lehte in südestnischer Sprache, die danach von Otto Wilhelm Masing als Tallorahwa Kulutajana in nordestnischer Sprache (der heutigen Form des Estnischen) weitergeführt wurde.

## Lyriker
Daneben war Oldekop einer der ersten Lyriker der südestnischen Sprache. Allerdings blieb er seinen Zeitgenossen (wie Kristian Jaak Peterson) weitgehend unbekannt. Erst durch die Arbeiten Johann Heinrich Rosenplänters wurden seine Gedichte im Druck veröffentlicht. Zu seinen Lebzeiten erschienen nur vier Gedichte unter eigenem Namen (veröffentlicht 1823 in Rosenplänters Beiträge zur genauern Kenntniß der ehstnischen Sprache, Heft 16, unter der Überschrift Vier Lieder von Herrn Pastor Oldekop in Dorpat). Zwei Gedichte fanden Eingang in die Anthologie Estnische Gedichte. Übersetzt von W. Nerling. Dorpat: Laakmann 1925, S. 4–6, wobei eines fälschlicherweise Johann Philipp von Roth zugeschrieben worden ist.
Die meisten Gedichte Oldekops dienten Lehrzwecken, besonders für Gesangsstunden in der Schule, und dem kirchlichen Gebrauch. Oldekops Lieder verbreiteten sich aber rasch mündlich und durch handschriftliche Gesangbücher.

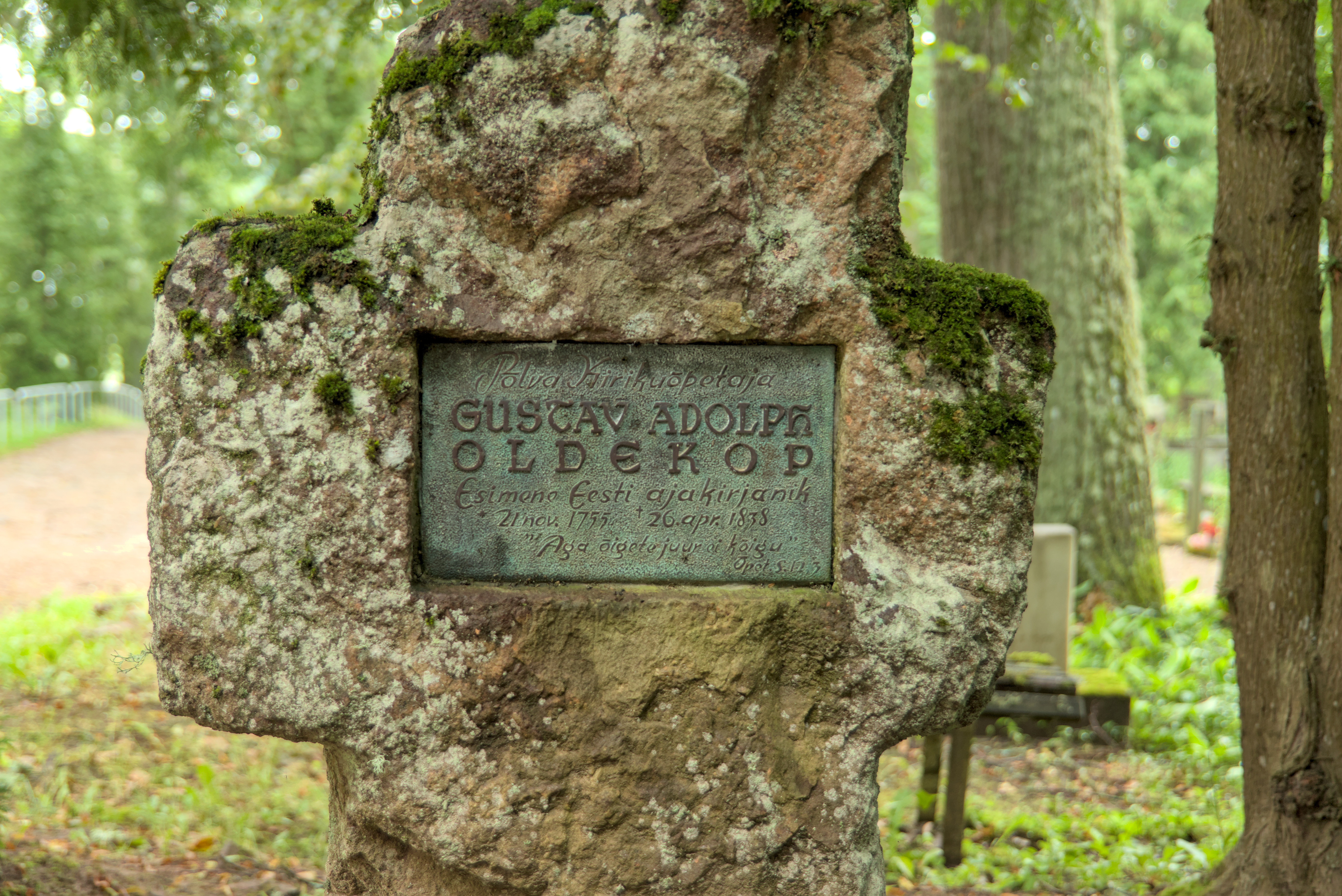
Das Grab von Gustav Adolph Oldekop auf dem Friedhof von Põlva

Gustav Adolph Oldekop liegt heute auf dem Friedhof von Põlva begraben.